# ميرزا بيك
ميرزا بيك (مواليد 14 ديسمبر 1975) لاعب كريكت بحريني. لعب في عام 2013 في دوري الكريكيت العالمي للدرجة السادسة.

## روابط خارجية
- ميرزا بيك على موقع إي آس بي آن كريك إنفو (الإنجليزية)